# Мерунішкі
Мерунішкі (пол. Mieruniszki, нім. Merunen, until 1938 Mierunsken) — село в Польщі, у гміні Філіпув Сувальського повіту Підляського воєводства.
Населення — 187 осіб (2011).
У 1975-1998 роках село належало до Сувальського воєводства.

## Демографія
Демографічна структура станом на 31 березня 2011 року:
|          | Загалом | Допрацездатний вік | Працездатний вік | Постпрацездатний вік |
| -------- | ------- | ------------------ | ---------------- | -------------------- |
| Чоловіки | 97      | 26                 | 63               | 8                    |
| Жінки    | 90      | 18                 | 56               | 16                   |
| Разом    | 187     | 44                 | 119              | 24                   |